# Иннокентий (Гула)
Епископ Иннокентий (англ. Bishop Innocent, в миру Джордж Роберт Гула, англ. George Robert Gula; 20 августа 1949, Хейзлтон, Пенсильвания — 6 мая 2002, Анкоридж, Аляска) — епископ Православной Церкви в Америке, епископ Хэйгерстаунский, викарий Вашингтонской епархии.

## Биография
Родился 20 августа 1949 года в Хейзлтоне, штат Пенсильвания в семье Джорджа Гулы и Элизабет (урождённой Бака).
После получения базового образования, поступил в Университет Дюкейн в Питтсбурге, который окончил в 1971 году, получив степень бакалавра по философии и психологии. В 1976 году получил степень магистра наук религиозного образования колледжа Мэривуд в Скрэнтоне, штат Пенсильвания. В 1977 году окончил Свято-Тихоновскую духовную семинарию в Южном Ханаане, штат Пенсильвания.
Был рукоположён в сан диакона в феврале 1979 года, а в мае того же года — во пресвитера. Служил в Американской Карпаторосской епархии Константинопольского Патриархата.
В 1980 году возглавил создание церкви святителя Григория Нисского в Сифорде, штат Нью-Йорк, и стал её первым настоятелем.
В 1983 году был назначен администратором Благовещенской монашеской общины в Таксидо-Парк, штат Нью-Йорк. Старался развить паломнические программы, преподавал курсы по литургике для будущих диаконов.
После настоятельства в приходах города Нью-Йорка и штата Нью-Джерси, был назначен священником женской монашеской общины Святых жен-мироносиц в Отего, штат Нью-Йорк в 1990 году, в юрисдикции Православной Церкви в Америке.
С 1994 года — духовник и декан по работе со студентами Свято-Германовской духовной семинарии в городе Кадьяк на Аляске.
В 1995 году был избран викарным епископом митрополита Феодосия (Лазора), служившего временным управляющим Аляскинской епархии. Вскоре был пострижен в монашество с именем Иннокентий.
16 сентября 1995 года в соборе святителя Иннокентия в Анкоридже был хиротонисан во епископа Анкориджского, викария Аляскинской епархии.
21 марта 2001 года был отстранён от своих обязанностей на Аляске и определён епископом Хэйгерстаунским, викарием Вашингтонской епархии, без определения служения, а 16 октября 2001 года почислен на покой.
Епископ Иннокентий не покинул управлявшуюся им епархию. Его сторонники, считавшие смещение епископа Иннокентия необоснованным, с неприятием отнеслись к новому Аляскинскому владыке и развернулась череда споров и ссор. Дошло до того, что епископ Иннокентий оказался под запрещением и подал в суд на священноначалие Православной Церкви в Америке.
Оставил епархию после себя не в лучшем виде. По воспоминаниям епископа Николая (Сораича), посланного на Аляску в июне 2001 года, «епархия была в неспокойном состоянии. Была дезорганизация, раздробленность и низкий моральный дух. Семена раздора были повсюду. Я видел людей, которые выросли вместе, пошли в семинарию, и даже женились на представителях семей друг друга, пребывали в отчуждении». По словам епископа Николая, епископ Иннокентий обратился в РПЦЗ с целью перейти в эту юрисдикцию. «Епископ Иннокентий обещал, что половина приходов присоединится немедленно, а в течение года последуют остальные»; «Когда я приехал сюда, не было буквально денег в банке для епархии. Все были взяты и использованы»; многие представители духовенства находились под запретом (всего в епархии служило 26 священников), а духовная семинария была в аварийном состоянии и находилась под угрозой закрытия.
Cкончался 6 мая 2002 года, в Светлый понедельник, в епископской резиденции в Анкоридже. Похоронен на кладбище униатской Мариинской церкви в Хэзелтоне.